# NGC 1687
NGC 1687 je galaksija u zviježđu Dlijetu.

## Vanjske poveznice
- SEDS: NGC 1687